# كلينت بوير
كلينت بوير (بالإنجليزية: Clint Bowyer)‏ هو سائق سيارة سباق أمريكي، ولد في 30 مايو 1979 في إمبوريا في الولايات المتحدة.

## وصلات خارجية
- الموقع الرسمي
- كلينت بوير على موقع Racing-Reference.info (الإنجليزية)
- كلينت بوير على موقع DriverDB.com (الإنجليزية)